# 新河乡 (蓬安县)
新河乡，是中华人民共和国四川省南充市蓬安县曾经下辖的一个乡。2019年10月，撤销新河乡，将其所属行政区域划归福德镇管辖。

## 行政区划
新河乡撤销前下辖以下地区：
双河村、张湾村、玉顶村、骆丘村、半街村、宝藏村、凉风村、拖木村、龙塘村、高桥村、奔坡村、七口村和野鸭村。